# Tricyphona kehama
Tricyphona kehama är en tvåvingeart som först beskrevs av Alexander 1969.  Tricyphona kehama ingår i släktet Tricyphona och familjen hårögonharkrankar. Inga underarter finns listade i Catalogue of Life.